# Première série des Cinq Dernières Minutes
 (octobre 2023).
Si vous disposez d'ouvrages ou d'articles de référence ou si vous connaissez des sites web de qualité traitant du thème abordé ici, merci de compléter l'article en donnant les références utiles à sa vérifiabilité et en les liant à la section « Notes et références ».
Cet article présente le guide des épisodes de la première série du feuilleton télévisé Les Cinq Dernières Minutes, c'est-à-dire les 56 épisodes diffusés entre 1958 et 1973 et interprétés par Raymond Souplex.

## Épisode 1:La Clé de l'énigme
- France : 1er janvier 1958 sur la première chaîne de la RTF

- Marcelle Ranson (Mona Vathier)
- François Chaumette (Bernard)
- Évelyne Rey (Huguette)
- Pierre Fromont (Philippe)
- Marcel Laporte (le docteur Brigneau)

- Étude de mœurs.

- Dans cet épisode Raymond Souplex incarne l'inspecteur Sommet qui enquête seul. Il précise que s'il n'a ni femme ni enfant, il a un frère, photographe de profession au coin des rues Lamarck et Damrémont (non loin du square qui porte aujourd'hui le nom de Raymond Souplex). L'inspecteur Sommet ne prononce pas la fameuse phrase Bon Dieu, mais c'est bien sûr!  chère à Bourrel.
- De la comparaison de cet épisode avec les suivants, on peut déduire que Raymond Souplex porte probablement une perruque dans le rôle de l'inspecteur Bourrel qu'il joue dans les épisodes suivants.
- L'un des candidats téléspectateurs est Pierre Apestéguy, scénariste du film Nathalie cité pendant l'émission.

## Épisode 2:D'une pierre deux coups
- France : 9 mars 1958 sur la première chaîne de la RTF

- Colette Deréal (Jacqueline)
- Georges Spanelly (Carnoles)
- Héléna Manson (Simone)
- Gérard Buhr (Guy)
- Serge Bento (André)
- Henri Crémieux (le notaire)
- Pierre Réal (un agent)

- Les collectionneurs de pierres.

## Épisode 3:Les Cheveux en quatre
- France : 7 avril 1958 sur la première chaîne de la RTF

- Ginette Leclerc (Germaine Gerzat)
- Armand Mestral (Maurice Gerzat)
- Arlette Thomas (Lucie Mézeray)
- Évelyne Rey (Gloria)
- Jackie Rollin alias Jackie Sardou (Mme Riotord)
- Renée Barell (Mme Chassal)
- Jean Bellanger (le plombier)
- Jacqueline Fontaine (la femme au canari)
- Georgina (Mme Feyzin)
- Vera Feyder (une cliente)
- Max Montavon (le photographe de la P.J.)
- René Colin et Seigneur (des fonctionnaires de la P.J.)
- Pierre Réal et André Auguet (des agents)

- Un salon de coiffure.

- C'est le premier épisode avec la fameuse musique du générique Arsenic Blues (en début d'émission). C'est aussi la première apparition de l'inspecteur Dupuy.
- Au début de l'épisode, Bourrel présente ses excuses aux téléspectateurs qui lui ont écrit pour dire qu'ils avaient trop facilement trouvé la solution de l'énigme précédente (D'une pierre deux coups), mais il explique que cet épisode sera aussi assez simple car les téléspectateurs sont encore en vacances.
- On apprend également que Bourrel n'a pas de voiture et qu'il est célibataire.

## Épisode 4:Réactions en chaîne
- France : 6 mai 1958 sur la première chaîne de la RTF

- Henri-Jacques Huet (André Cormont)
- Jacqueline Jehanneuf (Mme Guenot)
- Jacques Dhery (le commissaire de bord)
- Claude Cerval (Guenot)
- Claude Sylvain (la secrétaire)
- Raymond Loyer (Fourmereau)
- Charles Lavialle (un manœuvre)
- Gérard Dournel (le camionneur)
- Pierre Leproux (Beaugency)
- Anne Béranger (Mme Beaugency)
- François Darbon (Vadier)
- Véronique Nordey (Blanche)
- Pierre Tabard (Barrère)
- René Havard (Maubert)
- Claude Berri (le steward) ; Robert Bazil et André Auguet (des agents cyclistes)

- Les cocus

## Épisode 5:L'habit fait le moine
- France : 6 juin 1958 sur la première chaîne de la RTF

- Maria Mauban (Sola Séverac)
- Colette Deréal (Eliane Bernay)
- Georges Rollin (Tournon)
- Anne Doat (Claude Tournon)
- Margo Lion (Rose)
- Claude Cerval (Mercœur)
- Michel Herbault (Philippe Plessis)
- Jacques Hilling (Morestel)
- Charles Lavialle (le concierge)
- Teddy Bilis (Salechan)
- Pierre Peloux (Vannier)

- Le théâtre

Innovation dans cet épisode : pour corser le suspense, les téléspectateurs ne découvrent l'identité de la victime qu'au milieu de l'émission; et pour la première fois, une femme est candidate pour démêler l'énigme.

## Épisode 6:Le théâtre du crime
- France : 5 août 1958 sur la première chaîne de la RTF

- Jean-Pierre Cassel (Pierre)
- Anne Doat (Claude Tournon)
- Colette Deréal (Eliane)
- Renaud Mary (Thomery)
- Évelyne Rey (Ginette Fleurville)
- Georges Rollin (Tournon)
- François Vibert (Émile Mérinchal, l'auteur de la pièce)
- Tania Balachova (Mme Mérinchal)
- Charles Lavialle (le concierge Marescaux)

- Le théâtre.

- Pour la première fois, l'épisode est entièrement filmé (sauf la séquence des "experts" à la fin) et non diffusé en direct.
- L'histoire se passe encore au théâtre Louvois. On y retrouve plusieurs personnages rencontrés au cours de l'épisode précédent : Éliane, Tournon et sa fille Claude que Bourrel trouve particulièrement charmante...

## Épisode 7:Tableau de chasse
- France : 7 octobre 1958 sur la première chaîne de la RTF

- Judith Magre (Corinne Lestelle)
- Pascale Roberts (Juliette Clairoix)
- Jacques Berthier (Jacques Brézolles)
- Henri Guisol (Muntzenheim)
- Brigitte Auber (Sylvie Mazères)
- Nicole Desailly (la vendeuse)
- Bernard Musson (le brigadier)
- Yvon Sarray (un agent)

- Peintres et marchands de tableaux.

## Épisode 8:Un sang d'encre
- France : 9 décembre 1958 sur la première chaîne de la RTF

- Claire Maurier (Geneviève Bourgoin)
- Jacques Mauclair (Marcel Bourgoin)
- Gabriel Gobin (Bouvines)
- Léonce Corne (Massiac)
- Jacques Joignant (Peyraud)
- Germaine Delbat (Mme Bourgoin mère)
- Jean Clarieux (le bougnat)
- Jean Michaud (Varrèze)
- Serge Bento (Lezoux)
- Yvon Sarray (le médecin)
- Gérard Dournel (le télégraphiste)

- Les imprimeries.

## Épisode 9:Le Grain de sable
- France : 27 janvier 1959 sur la première chaîne de la RTF

- Lucien Nat (Antoine Lehon)
- Gérard Buhr (Jacques Furiani)
- Jacqueline Rivière (Monique Furiani)
- Harald Wolff (Lemberg)
- Arlette Gilbert (Adrienne Mouchin)
- Jacques Jouanneau (Émile Durtol)
- Charles Lavialle (un agent)
- Jean-Jacques Steen (un agent)
- Pierre Collet (un agent)
- Lucien Frégis (l'éboueur)
- Monique Laurie (Nicole).

- Les antiquaires.

## Épisode 10:On a tué le mort
- France : 10 mars 1959 sur la première chaîne de la RTF

- René Dary (Villevert)
- Paul Cambo (le docteur Larbrelles)
- Éléonore Hirt (Mme Larbrelles)
- Christian Alers (Bernard Chamelet)
- Guy Kerner (Paul Heyrieux)
- Loleh Bellon (Henriette Heyrieux)
- Judith Magre (Marie-Laure Darsac)
- Laure Paillette (Albertine la cuisinière)

- Étude de mœurs.

## Épisode 11:Sans en avoir l'air
- France : 14 août 1959 sur la première chaîne de la RTF

- Colette Deréal (Monika)
- Yves Massard (Aldo Casamozza)
- Henri Crémieux (Albert Larroque)
- Bernadette Lange (Germaine Gourgeon)
- Henri Serre (Serge Allègre)
- Micheline Luccioni (Zaza Galuzzo)
- Philippe Mareuil (Roland Semaize)
- Arlette Gilbert (la bonne)
- Marie Déa (Yvonne Larroque)
- Marius Laurey (le cycliste)
- Serge Bento (le preneur de son)
- Pierre Collet (un agent).

- Les variétés.

- C'est cet épisode de la série qui a propulsé Colette Deréal dans le monde de la variété française. La chanson qu'elle y interprète (Ne joue pas de Jean Constantin) reçut un succès considérable et un disque 45 tours fut pressé à l'occasion (100 000 disques sont vendus en un mois).
- Parmi les candidats experts figure la traductrice France-Marie Watkins.

## Épisode 12:Dans le pétrin
- France : 18 septembre 1959 sur la première chaîne de la RTF

- Georges Géret (le boulanger Maresquier)
- Micheline Luccioni (Catherine Maresquier)
- Henri Crémieux (le pharmacien Peyrolles)
- Jacques Joignant (Marcel)
- Raoul Marco (le boucher Rouzaud)
- Jean Mello (le brigadier de gendarmerie) et François Pregiani (le gendarme)
- Charles Lavialle (le fossoyeur)
- Charles Blavette (le coiffeur)
- Jeanne Pérez (Angèle Esquirol)
- Yvonne Clairy (Hortense Chatelard)
- Lucien Raimbourg (Chatelard)
- Yvonne Gamy (Mme Cahuzac) et la participation des habitants de Ventabren

- Un petit village dans le midi.

- En début d'émission, ce n'est pas Bourrel mais Dupuy qui présente l'épisode aux téléspectateurs.
- Comme pour l'épisode Le théâtre du crime, l'émission est entièrement filmée en décors réels (le village provençal de Ventabren), la partie en direct étant réservée à l'introduction et à la séquence des candidats à la fin.
- On apprend que l'inspecteur Bourrel n'est pas marié. « Je n'ai pas de dame », répond-il à la droguiste.

## Épisode 13:Poison d'eau douce
- France : 3 novembre 1959 sur la première chaîne de la RTF

- Léonce Corne (Montescourt)
- Marcel Bozzuffi (Auguste)
- Dora Doll (Léonie)
- Claudine Huzé alias Marie Dubois (Mariette)
- Jacques Joignant (Paulo)
- René-Jean Chauffard (le légiste)
- Georges Adet (Muller)
- Sacha Taride (un prévenu)
- Lucien Frégis (Lévêque)
- Marius Laurey (le garçon de café)
- Roger Saget (le spécialiste)
- Yvon Sarray (le veilleur de nuit)
- Pierre Collet (Coulomb)
- Charles Moulin (le planton)
- Pierre Garin (un agent)

- Les mariniers

- On apprend que Dupuy est d'origine normande et habite un pavillon à Noisy-le-Sec.
- En début d'émission, par une fausse interactivité, Bourrel est raillé par les téléspectateurs qui lui reprochent gentiment de répéter à chaque fois la même chose !

## Épisode 14:Au fil de l'histoire
- France : 1er mars 1960 sur la première chaîne de la RTF

- Lila Kedrova (Véra Grisolles)
- Nathalie Nerval (Gisèle Tavel)
- Gérard Buhr (Pierre Tavel)
- Jacques Monod (Antoine Bourgeade)
- Françoise Vatel (Georgette)
- René Havard (Gilbert Cregut)
- Annick Alane (Mme Meigneux)
- Georgette Anys (Mme Bolozon)
- René Marc (M. Thomery)
- Guy Decomble (Marcel Goujon)
- Gérard Guillaume[1] (l'inspecteur de la gare)
- Gérard Hernandez et Charles Lavialle (les peintres)
- Pierre Collet, René Aranda, Marius David, Jimmy Perrys et Jean Rupert (des agents)
- Jacqueline Fontaine (une bonne)
- Louisette Rousseau (une spectatrice)

- Les cinémas de quartier.

## Épisode 15:Un poing final
- France : 26 avril 1960 sur la première chaîne de la RTF

- Dora Doll (Fernande)
- Yves Gabrielli (Marcel Frépillon)
- Albert Remy (Léon Luriecq)
- Fernand Sardou (Cazoulès)
- Charles Lavialle (Gaston Chauffour)
- Arielle Coigney (Paulette)
- Jacques Joignant (Alfred Quintin)
- Pierre Leproux (Cornil)
- Fulbert Janin (le brigadier)
- Germaine Delbat (la religieuse)
- Rachid Tabti (un boxeur)
- Pierre Vernet (l'oculiste)
- Serge Bento : le photographe PJ.
- Vera Belmont (la bonne de l'oculiste)
- Marius Laurey (le photographe de presse)
- Georges Adet : le médecin légiste

- La boxe.

- Parmi les boxeurs qu'on voit s'entraîner tout au long de l'épisode figure Rachid Tabti, un authentique espoir de l'époque.
- L'inspecteur Dupuy passe tout l'épisode sans quitter son bureau, la cheville foulée - Jean Daurand venait de se blesser réellement.
- L'académicien auquel Raymond Souplex fait allusion tout à la fin de l'émission est Jean Cocteau.
- Au détour d'un couloir, la caméra tombe nez à nez avec une autre caméra qui prend aussitôt le relais.

## Épisode 16:Dernier Cri
- France : 21 juin 1960 sur la première chaîne de la RTF

- Raymond Gérôme (Thierry Fauquemont)
- Elina Labourdette (Jacqueline Masserey)
- Anna Gaylor (Colette Villedieu-Champagnole)
- Colette Régis (Mme Larochette)
- Blanchette Brunoy (Hermine Brielle)
- Michel Garland (Stefan Linz)
- Anne Andrey (la réceptionniste)
- Christine Caron (la directrice des salons)
- Yves Allaire (le portier)
- François Tassé (Joseph Ladouceur)
- Janine Sutto (Dolorès Vauthier).

- Chez un grand couturier.

## Épisode 17:Le Dessus des cartes
- France : 6 septembre 1960 sur la première chaîne de la RTF

- Tania Balachova (Mme Van den Grouw)
- Régine Blaess (Nicole Robiac)
- Henri Crémieux (Jacques Surgères)
- Gilberte Géniat (Louise Haubourdin)
- Armand Mestral (Bernard Haubourdin)
- Magdeleine Bérubet (Mme Bonnemain)
- Micheline Luccioni (Solange Hilero)
- René Marc (Thomas)
- Hélène Dieudonné (la première dame âgée)
- Laure Paillette (la seconde dame agée
- Sophie Mallet (la concierge)
- Bernard Andrieu (le navigant)
- Jacques Dhery (un pilote)
- Jimmy Perrys (le facteur)
- Jacques Mancier (le docteur)

- Un aéroport; une maison de retraite.

## Épisode 18:Qui trop embrasse...
- France : 22 novembre 1960 sur la première chaîne de la RTF

- Janine Crispin (Suzanne Larnaud-Ruffey)
- Evelyne Ker (Françoise Perols)
- Jean-François Poron (Xavier Trévoux)
- Jean Bolo (Michel)
- Pierre Destailles (M. Perols)
- Jean Ozenne (Régis Larnaud-Ruffey)
- Maurice Sarfati (Alain)
- Catherine Samie (Annette)
- Marie Dubois (Sylvie)
- Henri Tisot (Thierry)
- Jacqueline Rivière (l’infirmière).

- Étude de mœurs dans la bourgeoisie.

- C'est Dupuy, et non Bourrel, qui prononce à la fin la célèbre formule "Bon Dieu, mais c'est bien sûr".
- Cet épisode est resté dans les annales pour avoir accumulé les problèmes lors de la diffusion en direct, avec notamment une interruption de l'antenne consécutive à l'absence de l'actrice Janine Crispin, retardée par un changement de costume. Mis à part de flagrants problèmes de prise de son, on devine plus qu'on ne constate ces incidents sur la version conservée par l'INA, où des coupures visibles ont été pratiquées.

## Épisode 19:Sur la piste...
- France : 31 janvier 1961 sur la première chaîne de la RTF

- Renaud Mary (Bock)
- Michel Salina (Raphaël Pérugia)
- André Valmy (César Ségala)
- Pieral (Alexandre Dufau)
- François Maistre (Hubert de Sireuil)
- Anne Doat (Catherine)
- Alvys Maben (Miss Pamela)
- Jean Daniel (le garde républicain)
- Fulbert Janin (le médecin)
- Jacques Dynam (le régisseur)
- Jacques Joignant et Guy Strenger (les Hérakléos)
- Rolf Spath (l'athlète)
- José Bruguerra Torras (le cycliste)
- Serge Bento et Georges Staquet (les garçons de piste)
- Gabriel Gobin (Adrien)
- André Charpak (André Sury)
- Jean Rupert (le spécialiste de l'identité)
- Jandeline (Amélie)
- Luong-Ham-Chau (le chinois) et Pierre Collet (l'agent de la PJ)

- Le cirque

- Pour la première fois, les "experts", qui sont ce soir des anciens candidats de jeux télévisés, énoncent leur raisonnement alors que Bourrel a déjà dévoilé le fin mot de l'histoire aux téléspectateurs.
- Ces experts sont d'ailleurs deux acteurs: le premier, Jacques Gheusi, est également musicographe, auteur de nombreux articles et ouvrages sur l'opéra; le second, Jacques Jeannet, tiendra même un rôle important dans l'épisode Voies de faits (voir plus bas, épisode 44). Curieusement, ces deux experts jouent de toute évidence (et assez gauchement) un texte convenu d'avance. Cette supercherie est unique au cours de la série, et demeure inexpliquée.

## Épisode 20:Cherchez la femme
- France : 4 avril 1961 sur la première chaîne de la RTF

- Jean Clarieux (Villefort)
- Maurice Chevit (le brigadier)
- Charles Moulin (Berton)
- Françoise Deldick (Evelyne)
- Jean Gaven (Cazères)
- Junie Astor (Edith Villefort)
- Malka Ribowska (Maya)
- Charles Marosi (Rouvion)
- Robert Burnier (le commissaire Rivaz)
- Serge Bento : (un passant)
- Sophie Mallet : (une passante)
- Gilles Guillot : (Pierrot)
- Marcel Gassouk : un employé de la fourrière
- Pierre Hatet (le gendarme)
- René Marc (un employé de la fourrière)
- Jean Lescot : (un apprenti mécanicien)

- Liaisons et trafics...

## Épisode 21:Épreuves à l'appui
- France : 6 juin 1961 sur la première chaîne de l'ORTF

- Eva Damien (Denise Fougeray)
- Françoise Vatel (Janine)
- Joëlle Jacquet (Chantal Coulon)
- Jacqueline Fettinger (Martine)
- Henri Crémieux (Nogaro)
- Edmond Chenit (un client)
- Gérard Buhr (André Fougeray)
- Jean-Claude Rolland (Karl)
- Serge Rousseau (Michel)
- Pierre Collet (Coulon)
- Florence Blot (Mme Coulon)
- René Berthier (le représentant)
- Lud Germain (le cordonnier)
- Paul Bisciglia (le facteur)
- Georges Adet (Marcel Mathieu)
- Jacques Bernard (Claude Ruelle)
- Fernand Berset et Arlette Gilbert (les voisins)
- Germaine Michel (la concierge)
- Hélène Dieudonné (l'employée)

- Les photographes

## Épisode 22:L'Avoine et l'Oseille
- France : 26 septembre 1961 sur la première chaîne de la RTF

- Roger Dutoit (René Savy)
- Henri Guisol (Philippe Mesnil-Beaugé)
- Robert Arnoux (Albert Verniolle)
- Blanchette Brunoy (Madeleine Savy)
- Serge Sauvion (Maurice Chevillon)
- Nadine Alari (Simone Verniolle)
- Étienne Bierry (Pierre Cahuzac)
- Roger Bret (Jacques Andrieux)
- Charles Lavialle (Léon Boujailles)
- Serge Bento (Robert Moreau)
- Michèle Bardollet (Colette Ferrières)
- Lucien Hubert (le vétérinaire)
- Pierre Naugier et Paul Bisciglia (des lads - mot d'origine anglaise désignant un garçon d'écurie)
- Eugène Berthier (le gardien)
- Marcel Béglier (le chauffeur de la PJ)
- Pierre Collet (l'agent de la PJ)
- Hélène Laffly (la bonne)
- Christian Brocard et Jacques Joignant (des jockeys)
- Lucien Frégis (le peseur)
- Jean Rupert (l'agent)

- Les courses hippiques

## Épisode 23:L’Épingle du jeu
- France : 6 janvier 1962 sur la première chaîne de la RTF

- Roger Dumas (inspecteur Lecoq)
- Berthe Bovy (Mme de Courlans)
- Jean-Claude Rolland (Frédéric Lunel)
- Paloma Matta (Valentine de Lurieux)
- Daniel Lecourtois (le duc de Sireuil)
- Pierre Pernet (François Bidart)
- Pierre Asso (Constant)
- Jean Clarieux (Morvan)
- Henri Crémieux (Baudry)
- Paul Bonifas (Chanu)
- Monique Cartera (Thérèse)
- Alvys Maben (lady Blackstone)
- Clément Bairam (premier garde national)
- Lucien Raimbourg (second garde national)
- Jean-Pierre Kérien (le préfet de police)
- Micheline Bezançon (Mme Chabrier)
- Florence Blot (Mme Bouillette)
- Jean Ozenne (l'évêque)
- Henry Grangé (Justin Malbosc)
- Charles Lavialle (Cabariot)
- Stephanie Stevens (la camériste)
- Alain Dekok (l'élève)
- Guy Stranger (le gardien de prison)
- et Jacques Joignant, André Auguet, Jean Rupert (les trois gardiens de la paix).

- Une enquête sous Louis-Philippe

- C'est pour pouvoir réutiliser le décor de la dramatique "Les Mystères de Paris", diffusée le 30 décembre précédent, que cet épisode est situé sous Louis-Philippe.
- Les scénaristes ont glissé avec malice le personnage fictif de Monsieur Lecoq, le premier "détective" français, parmi les adjoints de Bourrel.
- On note aussi parmi les acteurs la présence de Henry Grangé, scénariste de cet épisode et de tant d'autres dans la série, qui interprète le petit rôle de l'ébéniste Malbosc.

## Épisode 24:Le Tzigane et la Dactylo
- France : 17 avril 1962 sur la première chaîne de la RTF

- Marcel Bozzuffi (Maurice Chazal)
- Maurice Chevit (Albert Vernet)
- Maria Meriko (Mme Le Pournel)
- André Oumansky (Hervé Le Pournel)
- Jacques Marin (Pomarat)
- Ellen Bahl (Hilda Chazal)
- Albert Médina (Pujo)
- Margo Lion (Mme Marchin)
- Arlette Thomas (Marthe)
- Bruno Balp (Chasseneuil)
- Edmond Beauchamp (Émile Roussel)
- Françoise Bonneau (Pierrette Roussel)
- Jacques Mancier (le diamantaire)
- Jean-Paul Coquelin (le chauffeur)

- Les fabricants d'automates

## Épisode 25:C'était écrit
- France : 5 juin 1962 sur la première chaîne de la RTF

- Claire Maurier (Hélène)
- Monique Vita (Françoise)
- Gaby Sylvia (Mme Delarive)
- Yves Vincent (le docteur Marcilly)
- Claude Nicot (le bibliothécaire)
- Philippe Clair (Norbert)
- Jean-Pierre Jaubert (Pierre Palsy)
- Pierre Grey (Brévier)
- Geneviève Cluny (Martine)
- Hubert Deschamps (le végétarien)
- René Marc (Cazenave)
- Gabriel Gobin (le vitrier)
- Fulbert Janin (le spécialiste du portrait-robot)
- Bruno Balp (Chasseneuil)
- Philippe Dehesdin (Alibert)
- Noël Darzal : (le conservateur)
- Serge Bento : (l'inspecteur stagiaire)
- Jacques Joignant : (un inspecteur)
- Georges Adet : (le chef du bureau des brevets)
- Jean Clarieux : (le patron du restaurant)
- Laure Paillette : (la femme de chambre)
- Lucien Frégis : (le chimiste P.J)
- Philippe Chauveau : (le photographe)
- Jean Barrez : (Philippe Dallan)

- Une bibliothèque

## Épisode 26:La Mort d'un casseur
- France : 18 septembre 1962 sur la première chaîne de la RTF

- Ginette Leclerc (Lina Favril)
- Serge Sauvion (René Durtol)
- Jean Clarieux (Antoine Durtol)
- Marie-France Mignal (Patricia Keller)
- Jean Lescot (Marcel Gaudry)
- Charles Lavialle (Joseph Vernejoux)
- Édith Loria (Paulette Vernejoux)
- Gabriel Jabbour (Chamoussey)
- Suzanne Courtal (Mme Vernejoux)
- Marion Loran (Marie Pouchon)
- Louis Bugette (un ouvrier)
- Lucien Guervil (un ouvrier)
- Pierre Moncorbier : (le brigadier de gendarmerie)
- Laure Paillette (la femme de chambre)
- Marius Laurey (le photographe)
- Michel Gudin (le brigadier de police)
- Jean Mauvais (Landerneau)
- Roger Trapp (le garagiste)
- Georges Bever (l'employé des pompes funèbres)
- Pierre Duncan (le patron du Perroquet Noir)
- Paul Rieger (le barman)

- Une casse de voitures

## Épisode 27:Un mort à la une
- France : 27 novembre 1962 sur l'unique chaîne de la RTF

- Bernard Noël (Fontanes)
- Jean Marchat (Marcellier)
- Jacqueline Jehanneuf (Denise Fontanes)
- Jacques Mauclair (Guéret)
- Albert Medina (Barentin)
- Robert Porte (Didier Lesquin)
- Roger Dutoit (Saugeon)
- René Havard (Anglars)
- Teddy Bilis (Chanu)
- Françoise Bonneau (la standardiste)
- Constance Moria, Jean Carteron, Roger Trecan et Henri Micheli (des rédacteurs)
- Jean-Paul Coquelin (le photographe)
- Raoul Curet (le linotypiste)
- Pierre Risch (l'ouvrier)
- Dominique Serina (le chauffeur)
- Marius Laurey (Lemoine)
- Jacques Marin (le patron du café)
- Charles Marosi (le garçon de café)
- Robert Arnoux (le clochard)
- Christiane Desbois (Sylvie)
- Nicole Desailly (la cliente)
- Gilberte Geniat (la patronne)
- Georges Aubert (l'électricien)
- Huguette Lengagne (l'infirmière) et Pierre Collet (l'agent de la PJ)

- La presse

## Épisode 28:L'Eau qui dort
- France : 12 mars 1963 sur la première chaîne de la RTF

- Hubert Buthion (Edouard Monestier)
- Marcel Berteau (le docteur Croisilles)
- Monique Mélinand (Hélène Monestier)
- Marius Laurey (Marcel Trévoux)
- Françoise Bonneau (Germaine Trévoux)
- Catherine Gay (Liliane Ravenel)
- Gilbert Edard (Pierre Ravenel)
- Germaine Michel (Mme Machenaut)
- Lucien Hubert (Martigné)
- Micheline Bezançon (Mme Martigné)
- Jacques Seiler (le brigadier)
- André Julien (l'éclusier)
- Fanny Robiane (la malade)
- Gabriel Gobin (l'hôtelier)
- Roger Saget (le boulanger)
- Charles Lavialle (le jardinier)
- Lucien Frégis (le gendarme)
- Jean Luisi et Jean Rupert (les agents)
- Germaine Ledoyen et Monique Cartera (les infirmières)
- et Léon Zitrone et Maurice Séveno dans leurs propres rôles.

- Un enlèvement d'enfant

- Un scénario inhabituel pour cet épisode, basé sur un enlèvement et non un meurtre - le meurtre n'interviendra que beaucoup plus tard dans l'histoire. Dans un effet de réalisme, l'émission commence, abruptement, par un appel à témoins lancé par Léon Zitrone, le présentateur vedette du journal télévisé de l'époque.
- Dès les premières minutes de l'épisode, un acteur met en danger la diffusion en direct: connaissant mal son texte, ratant plusieurs entrées, il abandonne même carrément Raymond Souplex au cours d'une scène (pour aller relire son texte ?), laissant ce dernier improviser...
- L'épisode finit par un coup de théâtre et un suspense inhabituels: Bourrel est blessé d'un coup de feu, et les médecins ne peuvent se prononcer sur les suites. Curieusement, dès l'épisode suivant, il ne sera plus jamais question de cet étonnant rebondissement... (on a en fait l'explication dans les différents numéros du magazine télé 7 jours de l'époque qui monte une petite histoire pour expliquer la "convalescence" de Bourrel).

## Épisode 29:Une affaire de famille
- France : 6 juillet 1963 sur la première chaîne de la RTF

- William Sabatier (Robiac)
- Monique Mélinand (Mme Robiac)
- Henri Crémieux (Fougeray)
- Monique Renevey (Claudine Fougeray)
- Pierre Clémenti (Serge Nouchkine)
- Philippe Clair (Roger Cervoni)
- Charles Lavialle (le planton)
- Madeleine Barbulée (Mlle Artel)
- Jean Ozenne (Larnaud-Ruffey)
- Jean-Claude Houdinière (son secrétaire)
- Irène Chabrier (Danièle Marion)
- Lila Kedrova (Mme Nouchkine)
- Pierre Collet (l'agent de la PJ)
- Georges Adet (l'employé de la PJ)
- Georges Staquet (le brigadier)
- Pierre Duncan et Gilbert Servien (les agents)
- Edith Perret (l'infirmière)
- Nadia Barentin (la concierge)

- les laboratoires pharmaceutiques.

## Épisode 30:Fenêtre sur jardin
- France : 18 février 1964 sur la première chaîne de la RTF

- Michel Bouquet (Michel Lescure)
- Sophie Hardy (Josselyne Terreil)
- Eva Damien (Jeanette Terreil)
- Bernard Woringer (Patrick Moussina)
- France Delahalle (Delphine Morestel)
- Luigi Giuliani (Renato Buzzoni)
- Pierre Leproux (Pierre Morestel)
- Noëlle Leiris (Sylvie Lescure)
- Marguerite Cassan (Mathilde Goujon)
- Jacqueline Fontaine (Georgette)
- Paul Bonifas (le médecin légiste)
- Pierre Tornade (Chasseneuil)
- Serge Bento : Marcel, le photographe de l'I.J.
- Charles Lavialle : (le jardinier)
- Florence Blot : (la femme #1)
- Laure Paillette (la femme #2)
- Claude Confortès : (le photographe)

- Les romans-photos.

## Épisode 31:45 tours et puis s'en vont
- France : 23 avril 1964 sur la première chaîne de la RTF

- Camille (Baby Rock)
- Marcel Bozzuffi et Claude Gensac (M. et Mme Verac)
- Yves Rénier (Vicky Domont)
- Claude Berri (Marcel Limonest)
- Jean Dalmain (Poujol)
- Robert Bazil et Gilberte Geniat (M. et Mme Berjou)
- Nadine Lorcery (Mimi Berjou)
- Marc Arian (le poseur du téléphone)
- Marie-Pascale Nesi (la secrétaire)
- Serge Bento (le preneur de son)
- Dominique Bernard (Arnoux)
- Pierre Tornade (Chrétien)
- Philippe Guegan (des ouvriers)
- Maurice Bourbon (le docteur)
- Pierre Collet (l'agent de la PJ)
- Jocelyne Darche (Mme Domont)
- Jean-Pierre Maurin (la sentinelle)
- Philippe Adrien (le caporal)
- Henri Lambert (le sergent)
- Jean-Pierre Moutier, François Charet et Michel Barcet (des soldats)
- Lucien Frégis (Chasseneuil)
- Pierre Duncan (l'employé IJ)
- et au café à Versailles : Pierre Real (le serveur)
- François Gobbi, Yann Davrey, Hai Brentanos et Marlène Mais (les copains)

- Les maisons de disques

## Épisode 32:Quand le vin est tiré...
- France : 11 juillet 1964 sur la première chaîne de l'ORTF

- Jean Bolo (Gilbert Dennevy)
- Jean Clarieux (Émile Roujan)
- Jacqueline Rivière (Denise Dennevy)
- Colette Bergé (Claudine Luriecq)
- Jacques Monod (Gaston Luriecq)
- André Oumansky (Martial Gaillan)
- Micheline Bezançon (Ginette)
- Florence Blot (la secrétaire)
- Lucien Raimbourg (Marcel Bricoud)
- Pierre Tornade (François Larpin)
- Pierre Moncorbier (Malavialle)
- Bruno Balp (Vaissières)
- Gabriel Gobin (un livreur)
- Lucien Frégis (un livreur)
- Marthe Villalonga (la bonne)
- Serge Bento (Chasseneuil)
- Denise Clair (une laveuse)
- Jean Gaven (un client) (non crédité)

- La halle aux vins du quai Saint Bernard.

## Épisode 33:Sans fleurs ni couronnes
- France : 28 novembre 1964 sur la première chaîne de l'ORTF

- Albert Rémy (Joseph Loupiac)
- Micheline Luccioni (Choupette)
- Andrée Tainsy (Marie Malbosc)
- Michel Tureau (Jean-Claude)
- André Weber (Courgeon)
- Pierre Tornade (M. Henri)
- Donato Bastos (Pedro Golega)
- Charles Moulin (Antoine Malbosc)
- Paul Préboist (Émile Modeste)
- Suzanne Courtal (Mme Henri)
- Serge Bento (l'ouvrier 1)
- Louis Bugette (l'ouvrier 2)
- Florence Blot (la cliente)
- Liliane Gaudet (la secrétaire)
- Pierre Duncan (le gardien Leroux)
- Lucien Frégis (le garagiste)

- Les travailleurs immigrés clandestins.

## Épisode 34:Napoléon est mort à Saint-Mandé
- France : 24 avril 1965 sur la première chaîne de l'ORTF

- Marcel Cuvelier (Guillaume Heyrieux)
- Anouk Ferjac (Judith Heyrieux)
- Robert Porte (Marignier)
- René Clermont (Langlade)
- Dominique Rozan (Bretenoux)
- Catherine Gay (Simone Goncelin)
- René Génin (Castagnède)
- Georges Staquet (le maçon)
- Jacques Castelot (le psychiatre)
- Marthe Villalonga (l'infirmière)
- Gabriel Gobin (l'hôtelier)
- Louis Bugette (le chauffeur de taxi)
- Jean Minisini (l'infirmier)
- Jacqueline Fontaine (la bonne)
- Alain Decock (un élève)

- Un lycée privé.

## Épisode 35:Bonheur à tout prix
- France : 3 juillet 1965 sur la première chaîne de l'ORTF

- Françoise Fabian (Évelyne Sommières)
- Yves Vincent (Pierre Varade)
- François Marié (Didier Frontenex)
- Madeleine Geoffroy (Mme Frontenex)
- Michel Roux (Maurice Thomery)
- Ludmilla Hols (Suzanne)
- Simone Paris (Simone Chalamont)
- Gérard Darrieu (Bernard Javron)
- Marion Loran (Janine Sauviat)
- Pierre Tornade (premier ouvrier)
- Paul Préboist (le réalisateur)
- Jean-Pierre Rambal (le client)
- Lucien Frégis (l'agent et le second ouvrier)
- Bernard Musson (l'huissier et l'ancien combattant)
- Louis Bugette (l'employé du gaz)

- Les agences matrimoniales.

## Épisode 36:Des fleurs pour l'inspecteur
36 (1-36)
- Scénario, adaptation et dialogues : Michel Levine et Claude Loursais

- France : 25 septembre 1965 sur la première chaîne de l'ORTF

- Pierre Vernier (l'inspecteur Sotéro)
- Claude Nollier (Laura van Warel)
- Michel Gonzalès (Denis)
- Serge Gainsbourg (Antoine Sébastian)
- Edmond Beauchamp (Hadès)
- Joanna Shimkus (Greta)
- Paul Préboist (le bougnat)
- Germaine Michel (la concierge)
- Léonce Corne (l'ébéniste)
- Serge Bento (le cordonnier)
- Françoise Deldick (Hélène)
- Georges Staquet (Montluel)
- Bruno Balp (Chasseneuil)
- René Marc (Cazenave)
- Robert Burnier (le divisionnaire)
- Luce Fabiole (une secrétaire))
- Maurice Travail (un inspecteur)
- Florence Blot (une mère)
- Christine Simon (Clarence)
- Fanny Robiane (Mme Bernard)
- Jacqueline Fontaine (la fleuriste)

- Les méthodes "modernes" de la police.

- C'est dans cet épisode que l'inspecteur Bourrel devient le commissaire Bourrel.
- Le tableau (portrait) qui disculpe le clochard joué par Serge Gainsbourg a été peint par... Serge Gainsbourg lui-même.
- Dans cet épisode, on évoque des enquêtes précédentes, notamment Épreuves à l'appui.
- On peut remarquer également une confusion dans les étages de la PJ située quai des orfèvres. Lors de sa nomination en qualité de commissaire, Bourrel doit descendre au 3e étage, mais lorsqu'il réintègre son bureau d'origine, il doit de nouveau descendre !!

## Épisode 37:La Chasse aux grenouilles
- France : 27 novembre 1965 sur la première chaîne de l'ORTF

- Mario David (Paul Riotord)
- Antoinette Moya (Yvette Riotord)
- Raymond Loyer (André Rochette)
- Perrette Pradier (Maggy Taverny)
- Marcel Bozzuffi (Marcel Taverny)
- Henri Lambert (Joseph Laperche)
- Jacques Bernard (Georges Donzère)
- Jacques Dhery (Léo Gouarrec)
- Paul Préboist (le clochard)
- Gilbert Servien (un agent)
- Yvon Sarray (un agent)
- Jean Rupert (le monsieur)
- Alain Janey (l'agent de la brigade fluviale
- Jean Daniel (le commissaire Cazoulès)
- Edmond Ardisson (le planton du commissaire Cazoulès)
- Lucien Frégis (le douanier)

- Les plongeurs professionnels

## Épisode 38:Pigeon vole
- France : 29 janvier 1966 sur la première chaîne de l'ORTF

- Régine Blaess (Francine Sourdeilles)
- Nadine Alari (Hélène Larchamp)
- Marius Laurey (Orvault)
- Michel Tureau (Michel Chauffourniol)
- Gabriel Gobin (Célestin Chauffourniol)
- Lucien Raimbourg (le berger)
- Jean Clarieux (René Manglieu)
- Micheline Luccioni (Claudine)
- Paul Préboist (Pitois)
- Max Amyl (Philippe Landry)
- Marguerite Cassan (Louise Landry)
- Serge Bento (Gaston Monnier)
- Henri Lambert (Jean Bajac)
- Martine Ferrière (Julie)

- Un aéroclub

## Épisode 39:La Rose de fer
- France : 4 juin 1966 sur la première chaîne de l'ORTF

- Marion Loran (Huguette)
- René Havard (Vivi)
- Fabrizio Jovine (Renato)
- William Sabatier (Mornand)
- Martine Sarcey (Mme Mornand)
- Jean-Pierre Kérien (le lieutenant)
- Amarande (Nana)
- Rellys (Justin)
- Madeleine Damien (Mme Jaubin)
- Pierre Tornade (Jules)
- Jean Rupert (Jim)
- René Clermont (Prosper)
- Charles Moulin (Mattone)
- Isabelle Vaiman (Simone)
- René-Jean Chauffard et Marc Eyraud (les deux "psychologues")
- Henri Poirier (le chef des fouilleurs)
- Jean-Claude Grumberg (La Globule)
- Bernard Musson (l'huissier)

- La Tour Eiffel, dont tous les personnels forment une grande famille.

- Dans cet épisode, Bourrel en pince pour Mme Mornand et se fâche même lorsque Dupuy la soupçonne.
- On y apprend que Bourrel aime la peinture et fréquente les expositions.

## Épisode 40:Histoire pas naturelle
- France : 22 octobre 1966 sur la première chaîne de l'ORTF

- Maria Mauban (Édith Lagrange)
- Max Amyl (Maxime Gregori)
- Paul Préboist (Paul)
- François Vibert (Louis)
- Madeleine Barbulée (Blanche)
- Bernard Garnier (Bernard Parent)
- Cécile Grandin (Martine Lagrange)
- Hélène Tossy (Nina, l'hôtelière)
- Jacqueline Jehanneuf (Irène, l'antiquaire)
- Pierre Moncorbier (monsieur Parent)
- Jean-Jacques Steen (Victor)

- Le Muséum national d'histoire naturelle

## Épisode 41:La Mort masquée
- France : 14 janvier 1967 sur la première chaîne de l'ORTF

- Yori Bertin (Odette Clisson)
- Serge Sauvion (Alain)
- Bernard Fresson (Denis Lefèvre)
- Édith Scob (Valérie)
- Lyne Chardonnet (Catherine)
- Philippe Mareuil (Roland Clisson)
- Maddly Bamy (Emmanuelle)
- René Alone (Gentioux)
- Colin Drake (Smithy)
- Augy Hayter (Eisenberg)
- Marc Monjou (commissaire de quartier)
- Jacques Lalande (médecin légiste)
- Louis Bugette (Hirson)
- Jean-Claude Kindt (Léopold)
- Michaël Maazel (larbin)
- Lucien Raimbourg (Retinois)
- Roland Dineff (expert)

- Le milieu de l'art contemporain

## Épisode 42:Finir en beauté
- France : 25 mars 1967 sur la première chaîne de l'ORTF

- Antoinette Moya (Florence Moulin)
- Ginette Leclerc (Jeanine Moulin)
- Sady Rebbot (Gérard)
- Françoise Giret (Colette Bressac)
- Michel Etcheverry (Marcel Bressac)
- Mario David (Paul Leurville)
- Eva Damien (Henriette)
- Francis Lax (Monestier)
- Marthe Mercadier (Mme Jardin)
- Paul Préboist (le veilleur de nuit)
- André Chaumeau (le médecin légiste)
- Cécile Vassort (Mireille)
- Henri Poirier (le brigadier)
- Philippe Dumat (l'homme des pompes funèbres)
- Maurice Travail (Taupier)
- Louis Bugette (le deuxième homme)
- Lucien Frégis (L'homme à la mobylette)

- Un salon de beauté

## Épisode 43:Un mort sur le carreau
- France : 16 septembre 1967 sur la première chaîne de l'ORTF

- Robert Dalban (Paul Besson)
- Claude Bertrand (Georges Besson)
- Catherine Hubeau (Françoise Besson)
- Jacques Dublin (Didier Condrieux)
- Pierre Tornade (Fernand Moustier)
- Georgette Anys (Margot)
- Jean Luisi (Titin)
- Eva Damien (Nadine)
- Max Desrau (Legrand)
- Claudine Collas (Barbara)

- Les Halles

## Épisode 44:Voies de faits
- France : 11 novembre 1967 sur la première chaîne de l'ORTF

- Claude Confortès (Maurice Grandchamp)
- Gérard Desarthe (Julien)
- Jacques Jeannet (Louis)
- Françoise Giret (Yvonne)
- Jacques Gripel (Pierre Canouënnec)
- Marco Perrin (Cataldo)
- Françoise Dorner (Denise)
- Léonce Corne (M. Lamotte)
- Luce Fabiole (Mme Lamotte)
- Lucien Frégis (Joseph)
- Madeleine Damien (la concierge).

- Les cheminots.

## Épisode 45:Les Enfants du faubourg
- France : 27 janvier 1968 sur la première chaîne de l'ORTF

- André Valmy (André Veretz)
- Claude Genia (Elisabeth Veretz)
- Jocelyne Darche (Christiane Veretz)
- Harry-Max (Victor Rouillac)
- Serge Sauvion (Raymond Vouziers)
- René Dary (Jules)
- Micheline Luccioni (Fernande)
- Henri-Jacques Huet (Léo)
- Bernard Tiphaine (Yves Lorcy)
- Florence Blot (Ramona)
- Serge Bento (Chahut)
- Martine Brochard (Noémie)
- Lucien Morisse (un artisan)
- André Weber ("La Jamaïque")
- Abel Jores ("Rien à froid")
- Paul Rieger (Charlot)
- Alexandre Rignault (Natole)
- Jean-Paul Tribout (Dédé)
- François Leccia (Riri)
- Patrick Lemaître (Marcel)
- Myriam Boyer (Nine)
- Yolande Hascoet (Yolande)
- Jacques Alric (Ernest)
- Pierre Duncan (l'homme)
- Pierre Collet (Colomb)
- Georges Berthomieu (le photographe PJ)
- Yves Bureau (le médecin légiste)
- Alain Janey, Marc Fraiseau, Gilbert Servien et Robert Lombard (agents)

- Le faubourg Saint-Antoine et ses fabricants de meubles.

## Épisode 46:Tarif de nuit
- France : 6 avril 1968 sur la première chaîne de l'ORTF

- Jean Moussy (Raoul)
- Jean-François Rémi (Pierre Herlot)
- Jacqueline Holtz (Solange)
- Huguette Hue (Jacqueline)
- Yvette Étiévant (Maud)
- Georges Novo (Vassia)
- Jacques Galland (le directeur du garage)
- Léonce Corne (Rochefort)
- Yves Afonso (le taxi de nuit)
- Albert Simono (le musicien)
- Serge Bento (un collègue de Rochefort)
- Luce Fabiole (Mme Lavigne)

- Les taxis.

## Épisode 47:Traitement de choc
- France : 23 novembre 1968 sur la première chaîne de l'ORTF

- Mary Marquet (Mémé Trévières)
- Robert Bazil (Blangy)
- Noëlle Leiris (Solange)
- Eva Damien (Arlette)
- Michel Garland (Roger Trévières)
- Dominique Maurin ("Patte folle")
- Henri Crémieux (Clovis Merlereau)
- Germaine Delbat (Adrienne Merlereau)
- Armand Babel (Jobard)
- Claire Saint-Clair (Hélène)
- Jacques Lalande (Merlin)

- Les pépiniéristes.

## Épisode 48:L'Inspecteur sur la piste
- France : 23 mars 1969 sur la première chaîne de l'ORTF

- Henri Serre (Jacques Fontoy)
- Claire Nadeau (Christiane Fontoy)
- Stéphane Bouy (Jean-Marie Serrières)
- Pierre Rousseau (Philippe Leurville)
- Jeanne Colletin (Patricia)
- Guy Grosso (Vendeuvre)
- Madeleine Barbulée (Maman)
- Michel Bedetti (Fernand)
- Jean Clarieux (Robert)
- Patrick Lemaître (Jojo)
- Raoul Delfosse (le masseur)
- Michel Charrel (le policier)
- Liliane Rovère (la fille)

- Les circuits automobiles, pilotes et mécaniciens.

## Épisode 49:Une balle de trop
- France : 1er janvier 1970 sur la première chaîne de l'ORTF

- Maurice Garrel (Roger Van Loo)
- Marie Henriau (Yvette Van Loo)
- Henri Gilabert (Marcel Wolcziack)
- Jean-François Rémi (le commissaire Verstraete)
- Pierre Maguelon (le douanier)
- André Valtier (Achille Van Loo)
- Many Barthod (Lucienne)
- Denise Péron (Berthe)
- Fred Personne (le chef de chantier)
- Yves Arcanel (l'adjoint de Verstraete)
- Jacques David (l'inspecteur des douanes)
- Michel Norman (Karl Petersen)
- Micha Bayard (la voisine d'Yvette).

- Les gens du Nord.

## Épisode 50:Les Mailles du filet
- France : 6 juin 1970 sur la première chaîne de l'ORTF

- Robert Vattier (commissaire Galard)
- Henri Marteau (Jacques Delorme)
- Dominique Vincent (Nicole)
- Michel Paulin (Michel Rougeais)
- Claude Bertrand (Albert Cauchois)
- Karin Petersen (Kitty)
- Jacques Marbeuf (Franz Smet)
- Arch Taylor (l'Anglais)
- Barbara Sommers (l'Anglaise)
- Luce Fabiole (Cécile)
- Marius Balbinot (inspecteur Léveillé)
- Jean Franval (Alphonse)
- Gérard Dournel (Royer)
- Serge Bento (un pêcheur).

- Pêcheurs et mareyeurs du port de Honfleur.

L'inspecteur Dupuy ne paraît pas dans cet épisode. Bourrel est secondé par le commissaire Galard (Robert Vattier, le M. Brun de la Trilogie marseillaise de Pagnol) qui l'héberge chez lui le temps de l'enquête.
- Bourrel explique que c'est la première fois de sa carrière qu'il a connu la victime avant qu'elle ne soit assassinée. Or dès le deuxième épisode, la victime, dont le corps est découvert par Bourrel lui-même, est une relation à lui ayant pour passion commune la collection de pierres et dans Poison d'eau douce le marinier Montescourt lui apporte une bouteille de vin qu'il prétend empoisonnée et est retrouvé mort le surlendemain. Dans l'épisode Sur la piste(cirque), il a connu et même interrogé une des deux victimes, le nain Alexandre, avant de le retrouver pendu. De même dans l'épisode 41 La mort masquée, une des victimes, Catherine, avait même été interrogée par Bourrel au fil de l'enquête avant d'être intentionnellement renversée par l'assassin au volant de la voiture d'Emmanuelle. Enfin dans Un mort sur le carreau, épisode n°43, Bourrel a rendez-vous dans les premières minutes de l'épisode avec Robert Dalban (Paul Besson), qui se fera assassiner quelques heures plus tard.

## Épisode 51:Les Yeux de la tête
- France : 1er novembre 1971 sur la première chaîne de l'ORTF

- André Valmy (Antoine Tergnier)
- Alain Nobis (Henri Lachaux)
- Jean-François Poron (Maurice Cadenet)
- Dominique Vincent (Jacqueline)
- Lucien Raimbourg (Francinet)
- Pierre Tornade (Camille Bonnevaux)
- Tania Balachova (Clara Ledranoff)
- Germaine Delbat (Adrienne)
- Raoul Curet (le docteur)
- Florence Blot (madame Bréband).

- Les fabricants de poupées.

## Épisode 52:Chassé-croisé
- France : 2 mars 1972 sur la deuxième chaîne de l'ORTF

- Henri Virlojeux (Joachim Prinquiau, dit 'le vieux')
- Pascale Audret (Maud Frossay)
- Henri Marteau (Louis Prinquiau)
- François Perrot (Paul Garentoir)
- Jean Lescot (Marcel Prinquiau)
- Danièle Évenou (Thérèse)
- Jean-Henri Chambois (Charles Frossay)
- Liliane Rovère (Jeanne Prinquiau)
- Claude Salez (L'officier de gendarmerie)

- Le marais de la Brière et ses habitants.

Premier épisode tourné et diffusé en couleurs. La seule copie aujourd'hui disponible est cependant en noir et blanc.

## Épisode 53:Meurtre par la bande
- France : 4 mai 1972 sur la deuxième chaîne de l'ORTF

- Claudine Coster (Karine)
- André Oumansky (Charny)
- Henri-Jacques Huet (Giron)
- Henri Serre (Maussac)
- Paula Dehelly (Barbara)
- Patrick Lemaître (Doussard)
- Jean-Claude Massoulier (Fontaine)
- Louis Arbessier (Picquigny)
- Albert Simono (le professeur de sociologie)
- Jean-Pierre Sentier (le libraire)
- Jean-Paul Tribout (Juju)
- Mike Marshall (le représentant des pompes funèbres)
- Jean-Louis Le Goff (l'agent immobilier)
- Liliane Jeney (la bonne)
- Alain Dekok (Mandragore)
- Marie-France Pigeau (Carlotta)
- Dominique Serreau (Lorteil).

- La bande dessinée.

Premier épisode conservé en couleurs, et le dernier où parait l'inspecteur Dupuy. Dans cet épisode au ton léger et humoristique, la célèbre réplique "Bon Dieu, mais c'est bien sûr" n'est pas prononcée par Bourrel à la fin : elle apparaît sur l'écran écrite dans une bulle de bande dessinée. La bande dessinée "Vampyra" avait été dessinée spécialement pour cet épisode par Loro.
Et, plus surprenant, le commissaire Bourrel se rend coupable d'une indélicatesse. Chez un collectionneur qui le reçoit pour lui montrer une BD qui reproduit précisément un crime qui a lieu 15 ans plus tard, pendant qu'il a le dos tourné, Bourrel déchire la page de ce livre de collection et la glisse dans sa poche, au lieu de lui en demander une photocopie. Il réalise un abus de confiance, un vol et une dégradation de bien d'autrui. Étonnante scène.

## Épisode 54:Le diable l'emporte
- France : 10 novembre 1972 sur la deuxième chaîne de l'ORTF

- André Valmy (Georges Gazerand)
- François Dyrek (Fernand)
- Fred Ulysse (Etienne Castillon)
- Michel Bedetti (Nino)
- Marie-Laurence (Mme Gazerand)
- Sylvie Favre (Irène)
- Claude Bertrand (Félicien)
- Henri Marteau (le commissaire Berganty)
- Henri Lambert (Dampierre)
- Madeleine Barbulée (Mme Suzy)
- Annick Alane (Jeanne)
- André Weber (Albert)
- Hélène Dieudonné (la mère d'Etienne)
- Sylvain Lévignac (Paul)
- André Valtier (Urbain).

- Les halles de Rungis.

- Comme pour Chassé-croisé cet épisode tourné et diffusé en couleurs est aujourd'hui visible seulement dans une copie noir et blanc.
- Lors de sa première rencontre avec Bourrel, la secrétaire Jeanne interprétée par Annick Alane reconnaît le commissaire et évoque l'enquête sur le meurtre de Paul Besson, dans l'épisode Un mort sur le carreau (qui se déroule aux anciennes Halles). Pourtant, ni le personnage ni l'actrice ne paraissent dans cet épisode.
- Ce fut le dernier tournage de Raymond Souplex car il tourna en studio des raccords pour cet épisode jusqu'au 20 octobre 1972 (un mois avant sa mort) après avoir terminé l'épisode 55 Meurtre par intérim et avant que devait commencer le tournage des intérieurs en studio de l'épisode 56 Un gros pépin dans le chasselas.

## Épisode 55:Meurtre par intérim
- France : 7 février 1973 sur la deuxième chaîne de l'ORTF

- Pierre Brasseur (Maurice Tardenois)
- Bernard Tiphaine (Frank Mareul)
- Marion Game (Claudine Mareul)
- Jean Payen (Noblet)
- Vania Vilers (Langogne)
- Edmond Ardisson (Pepe)
- Rellys (Pignans)
- Florence Brière (Mireille)
- Nelly Benedetti (Madame Tardenois)
- Henri Vilbert (Victor)
- Jean Coste (le curé)
- Jean Amos (le boiteux)
- Albert Augier (Santi)
- Raoul Curet (le docteur)
- Alain Janey (le brigadier)

- Le monde des agences d'intérim.

## Épisode 56:Un gros pépin dans le chasselas
- France : 7 novembre 1973 sur la deuxième chaîne de l'ORTF

- Hans Verner (l'inspecteur allemand)
- Daniel Lecourtois (Albin)
- Martine Ferrière (Alice)
- Henri Vilbert (Georges Mauvagnat)
- Jean-Marie Bon (Malviez)
- Serge Martina (Lucien Mauvagnat)
- Jean Franval (Paul Bessarioux)
- Janine Souchon (Marceline)
- Michel Modo (Pégou père et fils)
- Jean-Paul Richepin (Ludwig Borstel)
- Moni Grégo (Antoinette)
- Claude Beauthéac (le brigadier Vergnes)
- Jacques Bouvier (le juge d'instruction)
- Patrick Gregogna (Serge).

- Une coopérative fruitière en Ardèche.